# Helax – Ostrava se baví
Helax – Ostrava se baví (zkratka HOB) byla česká politická strana registrovaná ministerstvem vnitra 21. srpna 2002.  Založena byla lidmi z okruhu rádia Helax (dřív Rádio Helax) před komunálními volbami konanými v roce 2002, jichž se zúčastnila. Strana se dá označit za recesistickou, proto je v politickém spektru velmi špatně zařaditelná (resp. nezařaditelná). Některými body jejího volebního programu by se řadila k extrémní pravici (snížení hranice trestní odpovědnosti na 3 roky, v případě organizované skupiny na 1 rok), jinými by se řadila spíš k levici („Poskytnutím státních záruk podpoříme zejména nákup lahvového piva, konzumního rumu a vlašského salátu na splátky.“). Předsedkyní strany byla „prodavačka sekund“ Gabriela Zimermanová. Vysokým představitelem strany byl i Jan Tamáš.[zdroj?]
Dne 24. července 2007 rozhodl Nejvyšší správní soud České republiky o pozastavení činnosti strany z důvodu nepředkládání finančních zpráv Poslanecké sněmovně.  Dne 24. června 2009 byla strana rozpuštěna. 

## Kritika strany
Přestože jde o stranu prezentující samu sebe jako recesistickou, upozorňovali kritici na některé problematické skutečnosti: kandidaturu do voleb je možné chápat jako levnou reklamu rádia Helax na účet daňových poplatníků, zároveň se může jednat i o střet zájmů nebo dokonce příklad mediokracie (propojování médií a politických zájmů). Strana totiž díky svému napojení na rozhlasovou stanici měla ke své propagaci prostředky, které ostatní strany neměly. Ve všech volbách, jichž se strana zúčastnila, nicméně dosáhla jen zanedbatelného počtu hlasů.[zdroj?]

## Účast ve volbách
Strana se zúčastnila komunálních voleb v Ostravě v roce 2002, voleb do Evropského parlamentu v létě 2004 (tehdy vešla svými volebními spoty v obecnou známost) a voleb do krajských zastupitelstev na podzim 2004. 
V Moravskoslezském kraji kandidovala rovněž do sněmovních voleb 2. a 3. června 2006, 25. května 2006 strana oznámila odstoupení z voleb a vyzvali voliče k podpoře stran se šancí dostat se do sněmovny, formálně ale kandidátku nestáhla, proto byly její výsledky do celkových volebních výsledků započítány, obdržela 1375 hlasů čili 0,02 %.